# Ellen Feldmann
Ellen Amalie Jacobine Feldmann (16. januar 1888 – 8. januar 1969) var en dansk skuespillerinde der medvirkede i et mindre antal stum- og tonefilm.

## Filmografi
- 1911 – Den sorte Drøm (instruktør Urban Gad)
- 1912 – Blodets Baand (som En kontordame; ukendt instruktør)
- 1912 – Menneskejægere (som "Røde Grethe"; ukendt instruktør)
- 1942 – Forellen (som Frk. Svendsen; instruktør Emanuel Gregers)
- 1947 – Naar Katten er ude (som Bents Mor; instruktør Alice O'Fredericks, Lau Lauritzen Jr.)